# Правила футбола
Пра́вила игры́ в футбо́л (англ. Laws of the Game; дословно: «законы игры») — регламент, определяющий порядок игры в футбол, согласно которому проходят соревнования. Современный вариант правил разработан Международным советом футбольных ассоциаций и опубликован ФИФА (Международной федерацией футбола). Правила игры в футбол регламентируют такие вопросы, как количество игроков, продолжительность матча, размеры поля, требования к футбольному мячу, типы нарушений правил и другие. Система видеоповторов была включена в правила в 2018 году.
Первый футбольный матч провели члены Кембриджского университета в 1848 году в Паркерс Пис, Кембридж. 26 октября 1863 года Футбольная ассоциация Англии официально утвердила эти правила. 

## Текущая редакция

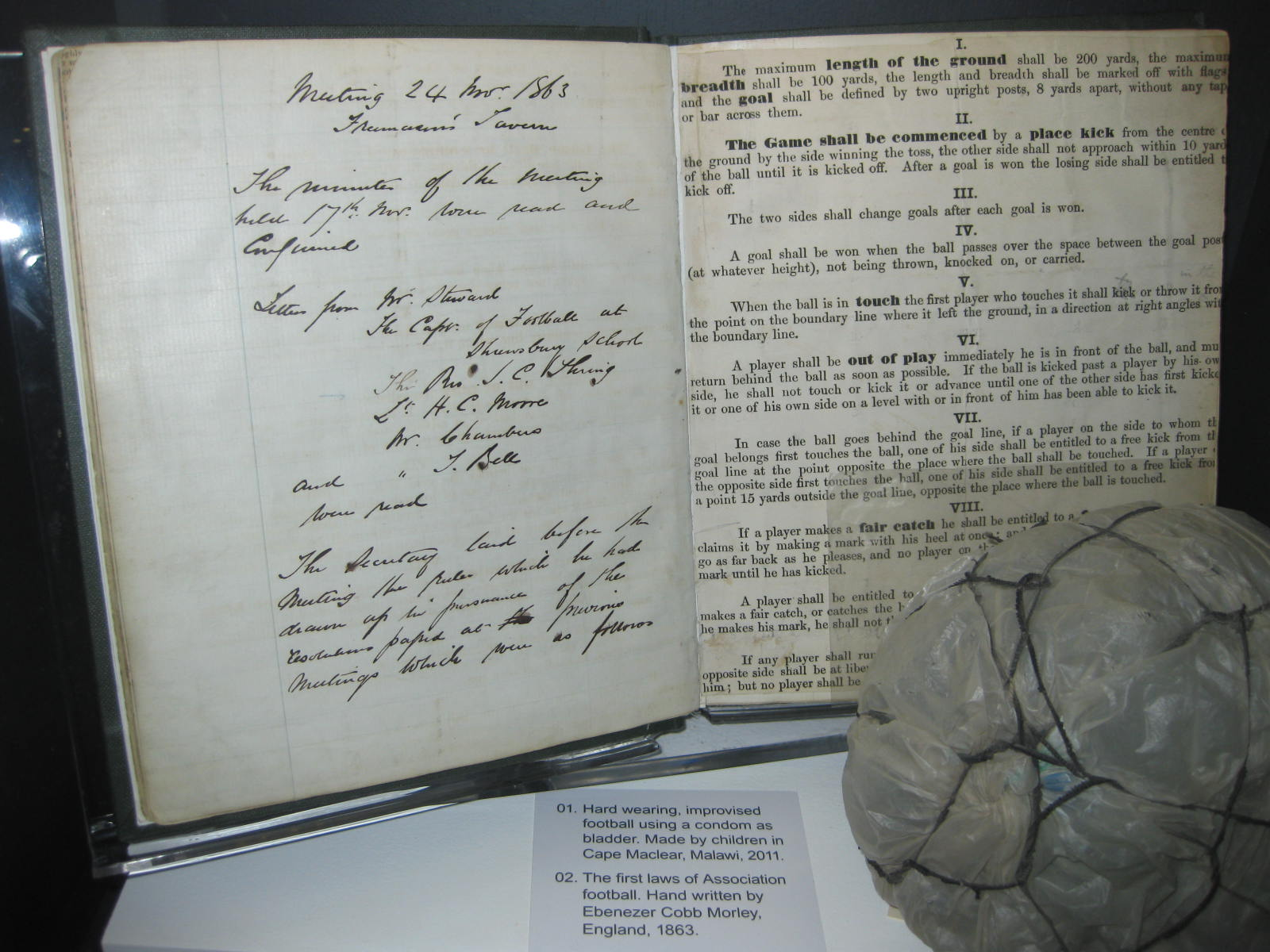
Рукописный оригинал «Правил игры», написанный рукой Эбенезера Кобба Морли в 1863 году и хранящийся в настоящее время в Национальном музее футбола, Манчестер

Последняя редакция правил (2019/2020 годов) состоит из 17 пунктов.
- Правило 1: Поле для игры
- Правило 2: Мяч
- Правило 3: Игроки
- Правило 4: Экипировка игроков
- Правило 5: Судья
- Правило 6: Другие официальные лица матча
- Правило 7: Продолжительность игры
- Правило 8: Начало и возобновление игры
- Правило 9: Мяч в игре и не в игре.

Мяч не в игре, когда он полностью пересёк линию ворот или боковую линию — по земле или по воздуху или игра была остановлена судьёй. В течение всего остального времени мяч в игре, включая случаи, когда он отскакивает от стойки ворот, перекладины или углового флагштока и остается в поле, а также когда он отскакивает от судьи или от помощника судьи, находящихся в пределах поля.
- Правило 10: Определение результата матча
- Правило 11: Вне игры
- Правило 12: Нарушения Правил и недисциплинированное поведение
- Правило 13: Штрафной/свободный удар
- Правило 14: 11-метровый удар (пенальти)
- Правило 15: Вбрасывание мяча
- Правило 16: Удар от ворот
- Правило 17: Угловой удар

## История
Впервые правила были введены 7 декабря 1863 года Футбольной ассоциацией Англии. Основывались правила на придуманных в Кембриджском университете положениях игры.
В настоящее время правила устанавливает организация Международный совет футбольных ассоциаций, в котором по одному голосу имеют представители английской, шотландской, валлийской и североирландской футбольных ассоциаций, и 4 голоса — ФИФА. Настоящие правила в своей основе были приняты в 1970 году, в 1992 году из-за чересчур не зрелищной игры на чемпионате мира 1990 года был введён запрет на игру руками вратарём после паса игрока своей команды, с тех пор правила подвергались лишь небольшим изменениям.